# 폴뤼스
폴뤼스(Polus, 그리스어 Pylos, 기원전 5세기)는 고대 아테네의 철학자로서 플라톤의 글에서 그의 묘사가 기록되어있다. 그는 시칠리아의 아그리젠토에서 수사학 선생으로 활동했으며, 유명한 웅변가 고르기아스의 제자이었다.

## 명언
'폴뤼스는 "경험은 기술을 창조하지만 경험이 없다면 운을 만들어낸다"고 말한다'라고 아리스토텔레스의 형이상학 A에 거론된 바 있다.

## 같이 보기
- 소크라테스